# 馬爾冰川
77°43′S 162°44′E / 77.717°S 162.733°E
馬爾冰川（英語：Marr Glacier），是南極洲的冰川，位於維多利亞地，處於戈德曼冰川以西4公里，流經庫克里山，由英國探險隊繪入地圖，現時由南極條約體系管理。